# Hans Killer

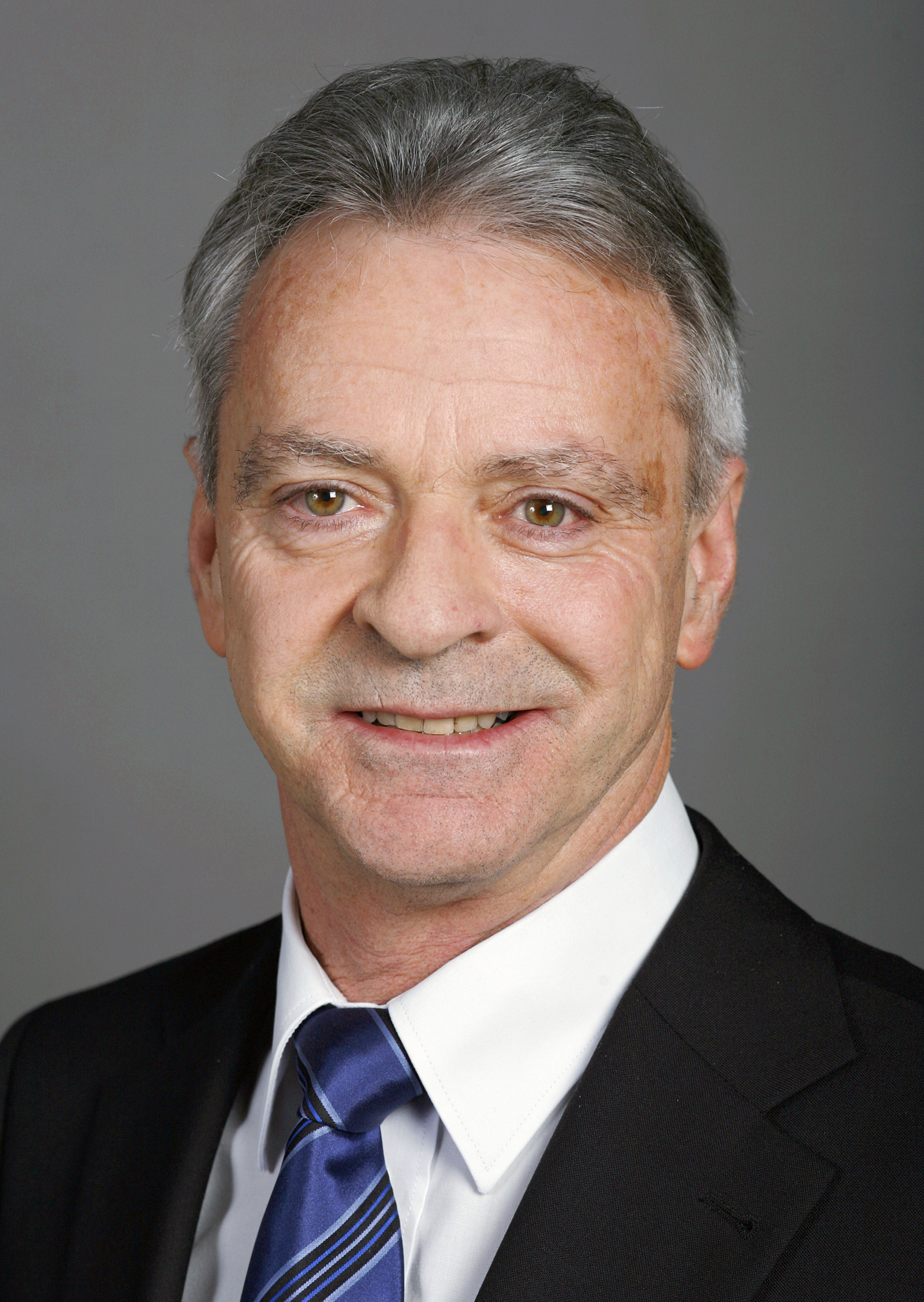
Hans Killer

Hans Killer (* 9. März 1948 in Baden, heimatberechtigt in Turgi) ist ein Schweizer Politiker (SVP).

## Beruf und Ausbildung
Nach der Schulzeit machte Killer eine Lehre als Tiefbauzeichner und anschliessend eine Zusatzlehre als Maurer. Er war Mitglied der Geschäftsleitung einer mittelgrossen Tiefbauunternehmung und ist mittlerweile pensioniert.

## Politische Laufbahn
Seit 1986 ist Hans Killer Mitglied des Gemeinderates von Untersiggenthal, wo er von 1990 bis 2007 als halbamtlicher Gemeindeammann tätig war. Zudem war Killer ab 1993 Grossrat des Kantons Aargau. Bei den Wahlen 2007 wurde er nach mehreren erfolglosen Versuchen erstmals mit 57'784 Stimmen zum Nationalrat gewählt.

## Politische Inhalte
Killer setzt sich für einen ausgeglichenen Staatshaushalt und die Reduktion von Staatsschulden ein. Die Energiepolitik ist ein weiterer zentraler Inhalt seiner Politik. Er setzt sich für CO2-neutrale Energien aus Fernwärme und einheimische Energien ein. Weitere Themen sind Asyl- und Ausländerpolitik, Altersvorsorge und Gewaltprävention.
Killer ist ein vehementer Verteidiger der Eigenverantwortung in der Gesellschaft und kämpft für die Gewerbefreiheit, weniger Steuern, gegen einen EU-Beitritt der Schweiz und für eine restriktive Drogenpolitik.